# Divitiaca ochrella
Divitiaca ochrella är en fjärilsart som beskrevs av Barnes och Mcdunnough 1913. Divitiaca ochrella ingår i släktet Divitiaca och familjen mott. Inga underarter finns listade i Catalogue of Life.